# 土井版画店
土井版画店（どいはんがてん）とは大正時代に創業した新版画の版元である。

## 概要
関東大震災後の1924年にまず土井貞一によって上野御成道（現・神田末広町10番地）に「エス・ドヰ版画店」が開店された。これが土井版画店の始まりであった。当時、この界隈には酒井好古堂、尚美社、江戸屋、西楽堂などの浮世絵商、版元が1930年代にかけて続々と店を構えていた。最初、貞一は浮世絵版画とそれに関する版本などを取り扱っていたようであるが、浮世絵販売の衰退、過当競争により木版画出版と輸出のための新しい分野を模索しなければならず、既に先行して成功を収めていた渡辺版画店の新版画ビジネスという新しい波に乗り遅れまいと、有望な絵師との連携を求め、まずは1931年12月から1932年6月までの間に川瀬巴水の版画を12枚出版することとなった。しかし、この巴水は既に渡辺版画店における売れっ子絵師であったため、土井版画店専属の絵師を見つける必要性があった。ここで、遂に土屋光逸と出会って1933年1月から1944年7月までに80点に及ぶ傑作を世に送り出すこととなった。さらに石渡東江や大耕といった絵師の版画も何点か戦前の時期に出版している。また、貞一は浮世絵商や版元の協会などとの様々な会合に出席していたが、1941年12月の太平洋戦争突入に伴い、米国への版画輸出が完全に停止、東京の店を閉店、千葉県千葉市稲毛へ疎開せざるを得なくなった。また第二次世界大戦激化により土井版画店は1944年に一旦廃業となり、創業者の貞一も1945年4月14日に死去する。
その後1948年、貞一の次男土井英一が中国から帰還、文京区菊坂町82番地に店を構えて土井版画店を再開する。英一は理工系の出身で版画の知識も経験もなかったが、1950年代にはアメリカ駐留軍からのクリスマスカードを含む大量注文や、1960年代の外国人観光客による注文によって未曾有の売上を享受することができた。英一は健康上の理由により、1963年には事業を中断せざるを得なくなり、妻のすずゑに相談の上、義兄の山内某氏に事業を当面譲渡、浜松堂という商号に改名することになった。この浜松堂は1981年まで事業を継続している。その後、健康を回復した英一は新たに港区赤坂6丁目4－15に店を構え「土井版画店」の名称を復活、事業拡大を図った。この間、1971年1月には山王ホテル内に外国人観光客用にギフトショップを開業していたが、こちらはホテル側の事情によって1983年1月に閉店となった。1990年代までは土井版画店の事業は順調であったが、英一が1996年4月に78歳で急死すると、すずゑは事業閉鎖を考慮する。しかし、販売店から老舗の版元として継続してほしいという強い要請があったため、赤坂の店舗は閉鎖して千葉県市川市に転居して娘の英子とともにビジネスを継続してきた。なお、2008年6月に株式会社化、土井すずゑが代表取締役社長に就任して、現在も盛業中である。